# Zemský okres Unterallgäu
Zemský okres Unterallgäu (německy Landkreis Unterallgäu) je okres v německé spolkové zemi Bavorsko, ve vládním obvodě Švábsko. Sídlem správy okresu je město Mindelheim. Okres leží na jihozápadě Bavorska u hranic s Bádenskem-Württemberskem.

## Města a obce
| Města | Obce |
| --- | --- |
| 1. Bad Wörishofen 2. Mindelheim Obce s tržním právem (Markt) 1. Babenhausen 2. Bad Grönenbach 3. Dirlewang 4. Erkheim 5. Kirchheim in Schwaben 6. Legau 7. Markt Rettenbach 8. Markt Wald 9. Ottobeuren 10. Pfaffenhausen 11. Türkheim 12. Tussenhausen | 1. Amberg 2. Apfeltrach 3. Benningen 4. Böhen 5. Boos 6. Breitenbrunn 7. Buxheim 8. Egg an der Günz 9. Eppishausen 10. Ettringen 11. Fellheim 12. Hawangen 13. Heimertingen 14. Holzgünz 15. Kammlach 16. Kettershausen 17. Kirchhaslach 18. Kronburg 19. Lachen 20. Lauben 21. Lautrach 22. Memmingerberg 23. Niederrieden 24. Oberrieden 25. Oberschönegg 26. Pleß 27. Rammingen 28. Salgen 29. Sontheim 30. Stetten 31. Trunkelsberg 32. Ungerhausen 33. Unteregg 34. Westerheim 35. Wiedergeltingen 36. Winterrieden 37. Wolfertschwenden 38. Woringen |

## Sousední okresy
| Růžice kompasu | Neu-Ulm    | Günzburg                 | Augsburg  | Růžice kompasu |
| Růžice kompasu | Biberach   | Sever                    |           | Růžice kompasu |
| Růžice kompasu | Biberach   | Zemský okres Unterallgäu |           | Růžice kompasu |
| Růžice kompasu | Biberach   | Jih                      |           | Růžice kompasu |
| Růžice kompasu | Ravensburg | Oberallgäu               | Ostallgäu | Růžice kompasu |